# Mahout (Automobilhersteller)
Mahout war ein französischer Hersteller von Automobilen.

## Unternehmensgeschichte
Das Unternehmen begann 1905 mit der Produktion von Automobilen. Der Markenname lautete Mahout. Im gleichen Jahr präsentierte das Unternehmen ein Fahrzeug auf der Ausstellung Exposition des Petites Inventeurs in Paris. Charlon aus Argenteuil war Lizenznehmer. 1907 endete die Produktion.

## Fahrzeuge
Das einzige Modell war eine Voiturette. Für den Antrieb sorgte ein Einzylindermotor. Die Motorleistung wurde mittels Riemen auf die Antriebsachse übertragen. Der Radstand betrug 2000 mm.